# Procés clinoide anterior
El procés clinoide anterior és una projecció posterior de l'os esfenoide a la unió de l'extrem medial de qualsevol de l'ala menor de l'os esfenoide amb el cos de l'os esfenoide. Els processos bilaterals flanquegen la sella turca anteriorment.
El procés clinoide anterior és una estructura important per a operacions quirúrgiques cranials i endovasculars de diverses estructures, incloses la glàndula pituïtària i l'artèria caròtida interna.

## Anatomia
El procés clinoide anterior és una projecció òssia en forma de piràmide de l'ala menor de l'os esfenoide i forma part de la paret lateral del canal òptic. Entre cada procés clinoide anterior es troba la silla turca, que sosté la glàndula pituïtària. A més, el procés clinoide anterior forma part del sostre anterior del si cavernós. Les porcions posterior i inferior del procés clinoide anterior voregen l'artèria caròtida interna.

### Fixacions
La vora lliure del tentorium cerebelli s'estén anteriorment a banda i banda més enllà de la vora adjunta del mateix costat (que acaba anteriorment al procés clinoide posterior) per acabar, finalment, unint-se a l'apòfisi clinoide anterior.

## Patologia
El procés clinoide anterior es projecta sobre l'artèria caròtida interna, que subministra la major part de la sang al cervell. A causa de la forma «en forma de llança» del procés clinoide anterior i la gran mida d'aquesta artèria, és possible (encara que rar) que com a complicació d'un traumatisme cranial important, el procés clinoide anterior pugui punxar el vas i causar hemorràgia intracranial. A més, quan es forma un aneurisma per sota del procés clinoide anterior, la projecció pot crear una àrea plana o punxeguda de compressió que pot trencar el vas.
Amb més freqüència, aquest posicionament significa que el procés clinoide anterior és un important punt d'accés quirúrgic per a la correcció d'aneurismes, tumors i altres operacions a les estructures adjacents. És especialment comú que la cirurgia involucri el procés clinoide anterior quan s'opera amb adenomes hipofisaris gegants i meningiomes gegants, un tipus de meningioma que pot originar-se al procés clinoide anterior o estendre's des d'altres estructures.

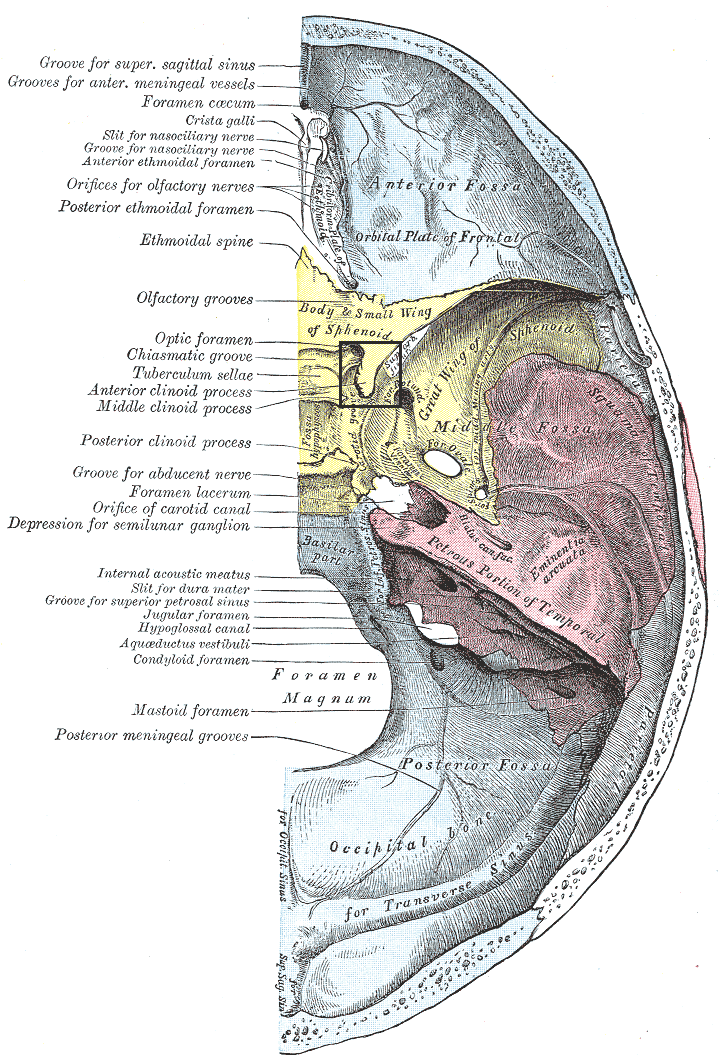
Superfície superior de la base del crani (etiqueta del procés clinoide anterior visible al centre esquerre. L'os esfenoide és groc)
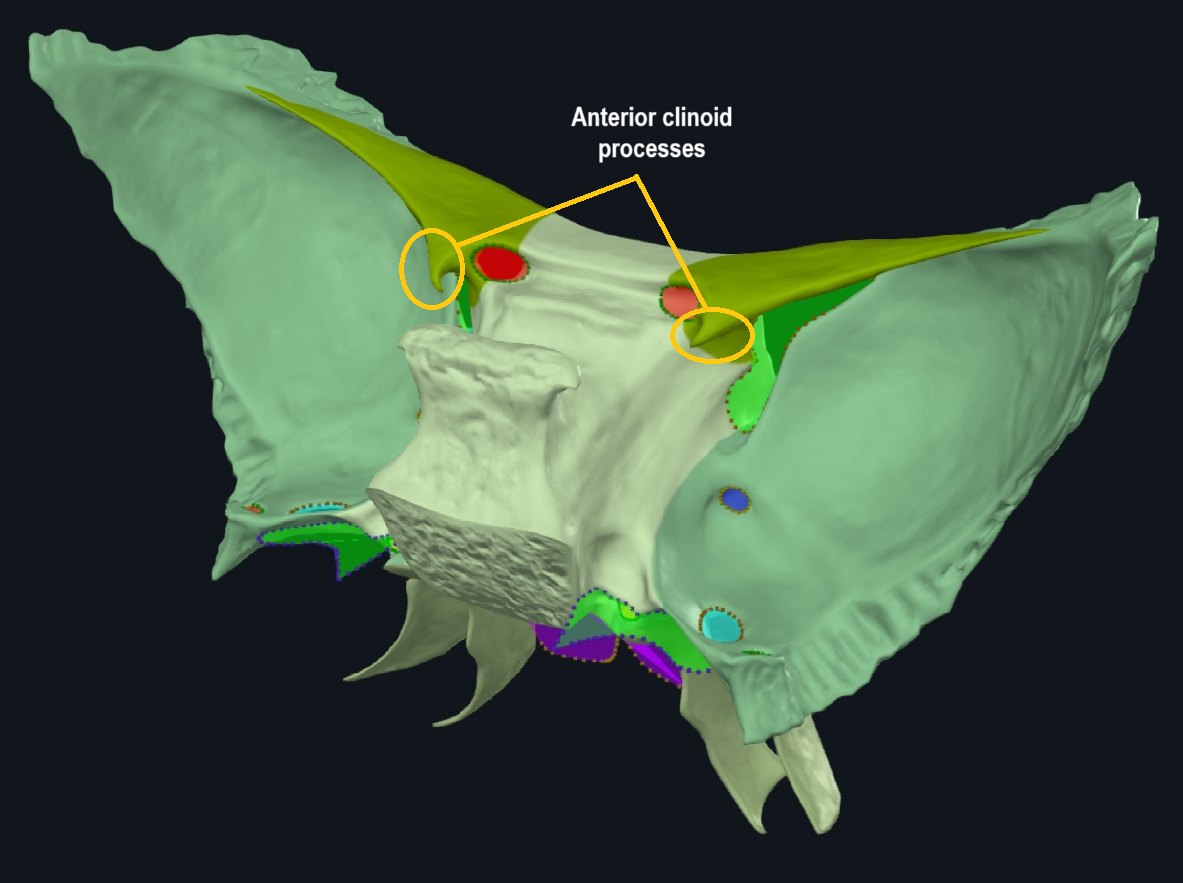
Os esfenoide amb processos clinoides anteriors indicats, com a part de les ales menors que es distingeixen pel color

La cirurgia endovascular s'ha convertit en un procediment cada cop més comú per a lesions i aneurismes al voltant del procés clinoide anterior, ja que la complexa anatomia fa que sigui difícil i perillós l'accés mitjançant altres mètodes quirúrgics. Tanmateix, la cirurgia endovascular a la regió clinoide també és relativament d'alt risc, per la qual cosa només s'indiquen lesions i malalties greus per a aquest procediment.

## Etimologia
Els processos clinoides anteriors i posteriors envolten la silla turca com les quatre cantonades d'un llit amb dosel. «Cline» ve del grec per «llit»; «oide», com és habitual, indica una «semblança amb». El terme també pot provenir de l'arrel grega «klinein» o del llatí «clinare», ambdós que signifiquen «inclinat».